# Vejle község
Vejle község (dánul: Vejle Kommune) Dánia 98 községének (kommune, helyi önkormányzattal rendelkező közigazgatási egység) egyike.
A 2007. január 1-jén életbe lépő közigazgatási reform során hozzá csatolták a korábbi Børkop, Give és Jelling községeket, valamint Egtved és Tørring-Uldum községek egy részét is.

## Települések
Települések és népességük:
- Andkær (402)
- Bredal (593)
- Bredsten (1657)
- Brejning (2763)
- Børkop (4110)
- Egtved (2234)
- Farre (378)
- Gadbjerg (662)
- Give (4428)
- Givskud (600)
- Grejs (930)
- Grønbjerg (205)
- Gårslev (1124)
- Hvidbjerg (259)
- Jelling (3370)
- Jerlev (688)
- Kollemorten (337)
- Ny Højen (670)
- Ny Nørup (433)
- Nørre Vilstrup (260)
- Nørup (215)
- Randbøldal (319)
- Skibet (2037)
- Skærup (521)
- Smidstrup (754)
- Thyregod (1329)
- Vandel (786)
- Vejle (62011)
- Vonge (629)
- Ågård (1292)
- Ødsted (1424)

### Külső hivatkozások
- Hivatalos honlap[halott link] (dán)